# 문동환 (야구인)
문동환(文東煥, 1972년 6월 18일 (음력 5월 8일) ~ )은 전 한국 프로 야구 롯데 자이언츠와 한화 이글스의 투수였고, 두산 베어스의 2군 투수코치이다.

## 선수 시절

### 현대 피닉스시절
1995년 연세대학교를 졸업한 후 아마추어 실업 야구 팀인 현대 피닉스에 입단하여 활동했고 피닉스 시절 애틀랜타 올림픽에 참가하였다. 애틀랜타 올림픽이 끝난 후 공익근무요원으로 복무했다. 1997년 시즌 전 현대 유니콘스가 롯데 자이언츠 외야수 전준호를 프로 구단인 현대 유니콘스에 현금 트레이드하는 대가로 그의 계약을 해지하여 롯데 자이언츠의 1차 지명을 받은 지 2년 만에 입단이 성사되었다. 피닉스 출신 선수 중 드물게 프로에 진출하여 성공한 선수다.

### 롯데 자이언츠시절
2003년까지 롯데 자이언츠 소속이었으나, 2000년 이후 부상으로 인해 등판 횟수가 감소하였고 2003년에는 1군 경기에 한 경기도 등판하지 못했으며 선수협 파동 때문에 구단으로부터 미운털이 찍혔다. 2003년 시즌 후, 롯데 자이언츠가 FA로 풀린 두산 외야수 정수근을 영입할 당시 보호 선수에서 제외되었다. 정수근 선수의 롯데 자이언츠 이적에 따른 보상 선수로 두산에 지명되었고, 두산에 온 지 불과 3시간 만에 한화 포수 채상병과의 트레이드를 통해 한화에 이적했는데 FA 이상목을 롯데에 빼앗겨 선발 투수가 절실했던 한화와 잦은 부상에 시달린 홍성흔의 백업을 찾았던 두산의 이해가 딱 맞아떨어져  전격 성사됐다.

### 한화 이글스시절
이후 한화 이글스에서 활동하면서 2006년에는 16승 9패를 기록하며 부활하는 듯했으나, 그 이후 다시 부상이 잦아지면서 2007년에는 플레이오프 때 등판한 일 외에는 나서지 못했다. 이후 제 컨디션을 찾지 못해 1군에 올라오지 못했고 회복이 느려지면서 2009년 7월 8일, 결국 한화 이글스로부터 방출되었다. 방출 후 개인 재활 훈련을 했었다.

## 야구선수 은퇴 후
재활하면서 컨디션을 회복하다가, 롯데 자이언츠 시절에 알게 된 포항제철공업고등학교 야구부 박정환 감독의 제안으로 포항제철공업고등학교 야구부의 투수코치로 지도자 생활을 시작했다. 2011년 재활군의 이상군 코치가 구단 운영 팀장으로 보직을 바꾸면서 재활코치에 부임하여 한화 이글스에 복귀하였다. 그 후에 1군-2군 코치진 교체때 1군으로 올라와 불펜코치로 일하였다.
2012년에 2013년 시즌을 대비하여 두산 베어스에 영입되었다. 같은 한화 출신의 김민재 코치와 강성우 코치와 함께 영입되었다. 2013년 시즌에는 두산 베어스 2군에서 재활 코치를 맡았다. 그 후 2014년 시즌부터 두산 베어스의 2군 투수코치로 일했다.

## 출신학교
- 대연초등학교
- 대천중학교
- 동래고등학교
- 연세대학교

## 통산 기록
| 연도 | 소속   | 포지션      | 평균자책 | 경기 | 승 | 패 | 세이브 | 이닝     | 피안타 | 사사구 | 탈삼진 | 실점 | 자책점 | 비고   |
| ---- | ------ | ----------- | -------- | ---- | -- | -- | ------ | -------- | ------ | ------ | ------ | ---- | ------ | ------ |
| 1997 | 롯데   | 마무리 투수 | 4.85     | 22   | 2  | 5  | 8      | 39       | 40     | 16     | 23     | 21   | 21     |        |
| 1998 | 롯데   | 선발 투수   | 3.16     | 31   | 12 | 5  | 6      | 136 2/3  | 121    | 40     | 86     | 50   | 48     |        |
| 1999 | 롯데   | 선발 투수   | 3.28     | 30   | 17 | 4  | 0      | 189 1/3  | 171    | 76     | 141    | 75   | 69     | 승률왕 |
| 2000 | 롯데   | 선발 투수   | 3.88     | 12   | 7  | 3  | 0      | 72       | 71     | 25     | 58     | 33   | 31     |        |
| 2001 | 롯데   | 선발 투수   | 6.57     | 13   | 2  | 4  | 0      | 37       | 44     | 22     | 21     | 29   | 27     |        |
| 2002 | 롯데   | 선발 투수   | 5.10     | 17   | 2  | 7  | 2      | 67       | 83     | 25     | 49     | 46   | 38     |        |
| 2004 | 한화   | 선발 투수   | 5.37     | 25   | 4  | 15 | 0      | 120 2/3  | 147    | 50     | 56     | 88   | 72     |        |
| 2005 | 한화   | 선발 투수   | 3.47     | 26   | 10 | 9  | 0      | 173 2/3  | 174    | 60     | 103    | 74   | 67     |        |
| 2006 | 한화   | 선발 투수   | 3.05     | 31   | 16 | 9  | 1      | 189      | 186    | 78     | 85     | 78   | 64     |        |
| 2007 | 한화   | 선발 투수   | 3.11     | 21   | 5  | 3  | 0      | 84       | 87     | 40     | 37     | 32   | 29     |        |
| 통산 | 10시즌 | 투수        | 3.84     | 228  | 77 | 64 | 17     | 1108 1/3 | 1124   | 484    | 659    | 526  | 466    |        |

## 참조
1. ↑  링크
2. ↑  문동환, 다음 달 공익근무요원 복무 - 연합뉴스
3. ↑  천병혁 이상원 (2000년 12월 18일). “프로야구 선수협, 제2기 집행부 출범(종합)”. 연합뉴스. 2021년 6월 24일에 확인함.
4. ↑  양한우 (2003년 12월 10일). “문동환 결국 한화행”. 스포츠한국(스포츠투데이). 2021년 6월 17일에 확인함.
5. ↑  '방출' 문동환, 1군에 서고 싶던 사나이[깨진 링크(과거 내용 찾기)], 《OSEN》 2009년 7월 8일
6. ↑  불운의 에이스 문동환의 도전 - 스포츠동아
7. ↑  문동환, 포철공고 코치로 지도자 깜짝 변신 - OSEN